# NGC 4729
NGC 4729 este o galaxie eliptică situată în constelația Centaurul. A fost descoperită în 8 iunie 1834 de către John Herschel. Se află la o distanță de 29,51 de megaparseci de Pământ.